# White Apple Tree
White Apple Tree ist eine US-amerikanische Synthie-Pop-Band.

## Bandgeschichte
White Apple Tree besteht aus dem Bandgründer Ryan Lawhon, dessen Bruder Taylor Lawhon und Drummer Stefan Mac. Ihre Musik ist, nach eigenen Angaben, beeinflusst von Enya und The Knife.
Im April 2010 erschien unter dem Titel Velvet Mustache das Debütalbum der Band. Eine EP folgte im Oktober 2010. Im deutschen Sprachraum wurden die Musiker durch die Filmkomödie Kokowääh bekannt. Der auf dem Soundtrack enthaltene Titel Snowflakes, der bereits 2008 als Single veröffentlicht wurde, erreichte im Februar/März 2011 die Hitparaden der deutschsprachigen Länder und brachte der Band ihre bislang einzige Chartnotierung weltweit.

## Diskografie

### Alben
- 2010: Velvet Mustache (37 Records)

### Singles und EPs
- 2008: Snowflakes
- 2009: Zombies Can’t Dance
- 2009: Youth
- 2010: Peach Hat